# Luther (cráter)
Luther es un pequeño cráter de impacto lunar situado en la parte noroeste del Mare Serenitatis, en la entrada al Lacus Somniorum. Al este-sureste se halla el gran cráter Posidonius.
|  |

Luther tiene un borde circular y forma de copa, sin desgaste apreciable por la erosión de otros impactos. Se encuentra situado sobre una cresta del mar lunar.
El cráter lleva el nombre de Karl Theodor Robert Luther.

## Cráteres satélite

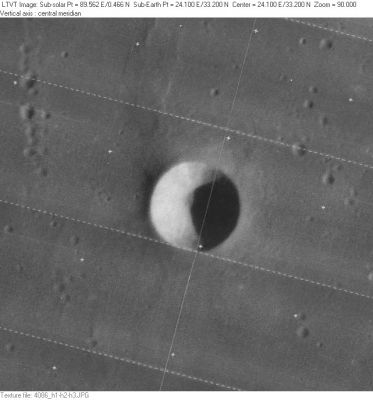
Otra fotografía de la misión Lunar Orbiter 4

Por convención estos elementos son identificados en los mapas lunares poniendo la letra en el lado del punto medio del cráter que está más cercano a Luther.
|        | \| Luther \| Coordenadas \| Diámetro \| \| ------ \| ---------------------------- \| -------- \| \| H \| 36°00′N 22°48′E / 36.0, 22.8 \| 7 km \| \| K \| 37°30′N 23°18′E / 37.5, 23.3 \| 4 km \| \| X \| 36°06′N 24°18′E / 36.1, 24.3 \| 4 km \| \| Y \| 38°06′N 24°24′E / 38.1, 24.4 \| 4 km \| |          |
| Luther | Coordenadas | Diámetro |
| H      | 36°00′N 22°48′E / 36.0, 22.8 | 7 km     |
| K      | 37°30′N 23°18′E / 37.5, 23.3 | 4 km     |
| X      | 36°06′N 24°18′E / 36.1, 24.3 | 4 km     |
| Y      | 38°06′N 24°24′E / 38.1, 24.4 | 4 km     |